# Kazimierz Władysław Sapieha
Kazimierz Władysław Sapieha (ur. 1650, zm. 29 kwietnia 1703 w Kopyłach) – wojewoda trocki w 1697 roku, kasztelan trocki w 1689 roku, podskarbi nadworny litewski w  1686 roku, stolnik litewski w 1686 roku, podstoli litewski w 1685 roku, starosta brzeski w latach 1680–1697.

## Życiorys
Był synem Jana Fryderyka, bratem Pawła Franciszka i Mikołaja Leona.
Uczył się w kolegiach jezuickich we Lwowie i Braniewie. Edukację kontynuował na zachodzie, odwiedzając Włochy, Francję, Niderlandy i Niemcy. Po powrocie do kraju brał udział w bitwie pod Chocimiem. W 1676 na czele dwóch chorągwi wziął udział w bitwie pod Żurawnem.
W 1683 roku będąc posłem na sejm został deputatem na Trybunał Skarbowy Wielkiego Księstwa Litewskiego. Na czele swojej chorągwi petyhorskiej brał udział w 1683 w wyprawie wojsk litewskich na Słowację i Węgry, będącą częścią Odsieczy wiedeńskiej. W marcu 1685 otrzymał podstolostwo litewskie, w październiku 1686 – pełne stolnikostwo wielkie litewskie, a w grudniu 1686 podskarbiostwo nadworne litewskie. W listopadzie 1689 otrzymał kasztelanię trocką.
Po zerwanym sejmie konwokacyjnym 1696 roku przystąpił 28 września 1696 roku do konfederacji generalnej. W 1697 roku podpisał elekcję Augusta II. Podczas jego koronacji w Krakowie otrzymał 1 października 1697 Województwo trockie. W początku 1699 zapadł poważnie na zdrowiu. Zmarł 29 kwietnia 1703 w Kopyłach.
Był ojcem Jana Fryderyka.